# Het Loo
Het Loo é um palácio dos Países Baixos localizado nas proximidades de Apeldoorn. A antiga residência Real começou a ser construída em 1684 para Stadtholder Willem, conhecido pelos lusófonos como Guilherme III de Orange, e para a sua consorte, Maria II de Inglaterra, os quais se tornaram Rei e Rainha de Inglaterra em 1689.
Durante mais de três séculos, Het Loo serviu de residência de Verão à Casa de Orange, cujos membros se tornaram na Família Real holandesa.

## História

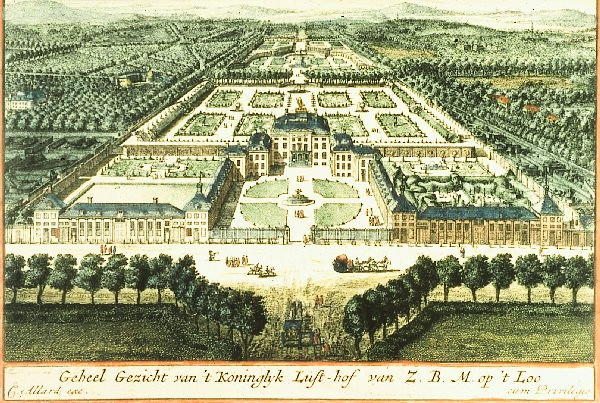
Het Loo e os seus jardins no início do século XVIII

A arquitectura barroca holandesa de Het Loo toma providências para minimizar a grande extensão da sua construção, tão enfática no Château de Versailles, de forma a apresentar-se, apenas, como a elegante residência de um cavalheiro. Na sua carreira militar e diplomática, Guilherme de Orange foi o oponente europeu de Luís XIV de França, o comandante das forças combinadas contra o poder absoluto do Catolicismo Romano.

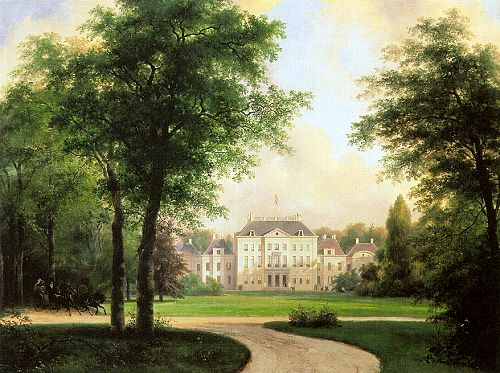
Het Loo pintado por Andreas Schelfhout em 1838

Het Loo não foi concebido como um mero palácio, mas sim como um "Lust-hof" (um refúgio, ou "casa de recreio"), o que é atestado pelo título da sua gravura setecentista. Todavia, está situado entre cour et jardin ("entre pátio e jardim") como o Château de Versailles e os seus imitadores, e até mesmo como muitas casas particulares de Paris.
O pátio de honra, com pavimento seco e coberto de gravilha, levemente escondido da estrada por um gradeamento em ferro forjado, é domesticado por um tradicional relvado bordejado por buxos, o doce toque de uma cruz num círculo que se deseja encontrar num jardim burguês.
Os volumes do palácio são ritmicamente quebrados na sua aglomeração. Estes desenvolvem-se simetricamente, expressando os papéis subordinados dos seus usos e ocupantes, ao ponto de os anexos finais, nos planos de Marot, se estenderem ao longo do caminho público, como uma estrada bem feita e deliciosamente regular.

## Jardins

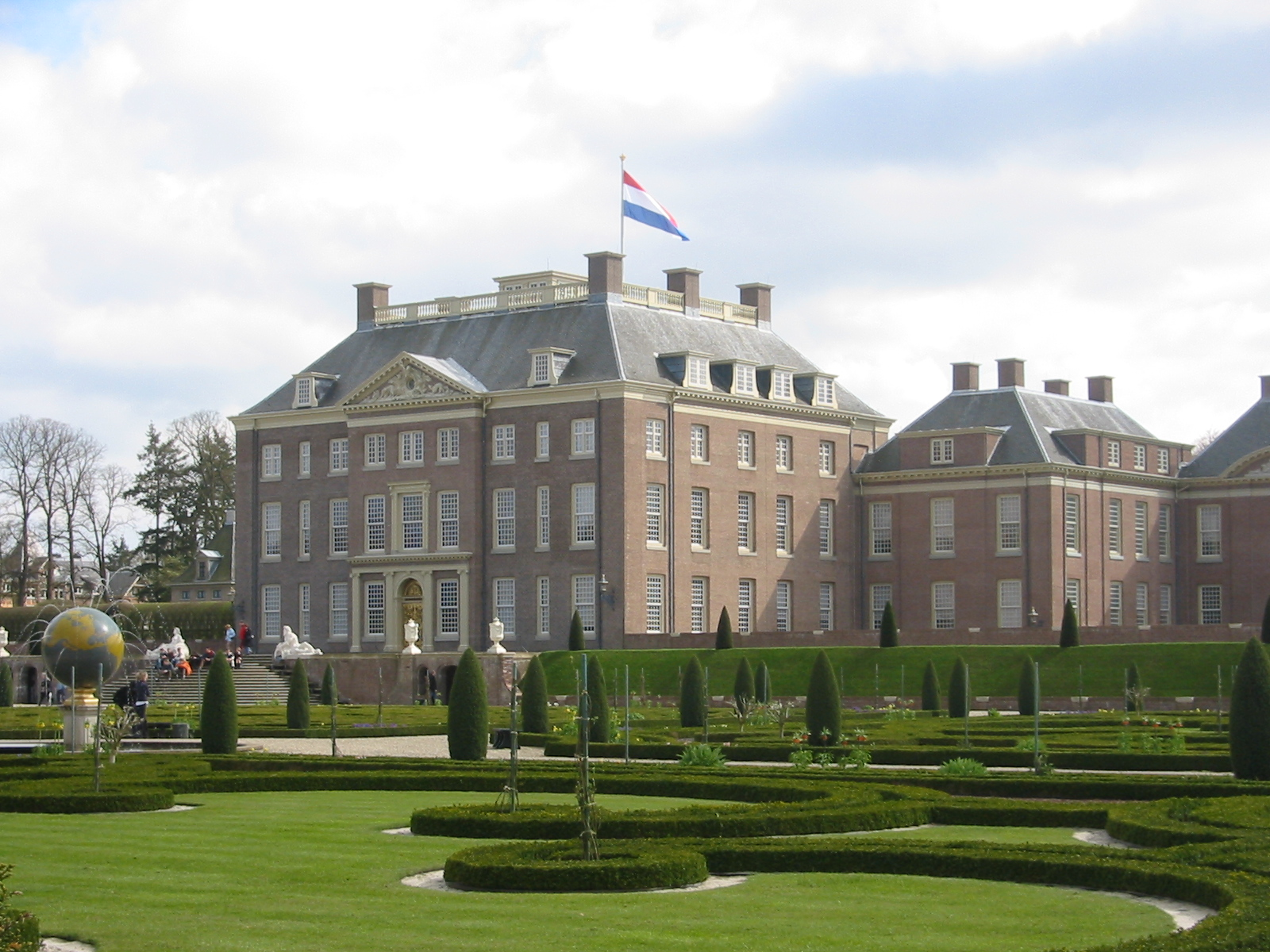
Fachada de Het Loo virada ao jardim, vista dos parterres

O "Grande Jardim" fica privadamente nas traseiras. Este Jardim Barroco holandês, quando chamado de Versailles da Holanda deixa em evidência mais diferenças que semelhanças com o modelo francês, embora ainda se mantenha na fórmula barroca geral estabelecida por André Le Nôtre: perfeita simetria, esquema axial com passeios irradiantes cobertos de gravilha, parterres com fontes, tanques e estátuas. O jardim, tal como aparece na gravura referida acima, foi desenhado pelo sobrinho de Le Nôtre, Claude Desgotz.
O eixo principal de André Le Nôtre em Versailles, continuado pelo canal, cresce no horizonte. O jardim de Het Loo, concebido por Daniel Marot e Desgotz, não domina a paisagem como acontece em alguns dos palácios alemães inspirados em Luís XIV (de que é exemplo o longo eixo do Schloss Wilhelmshöhe), apesar de o eixo ter sido prolongado no plano idealizado por Desgotz.

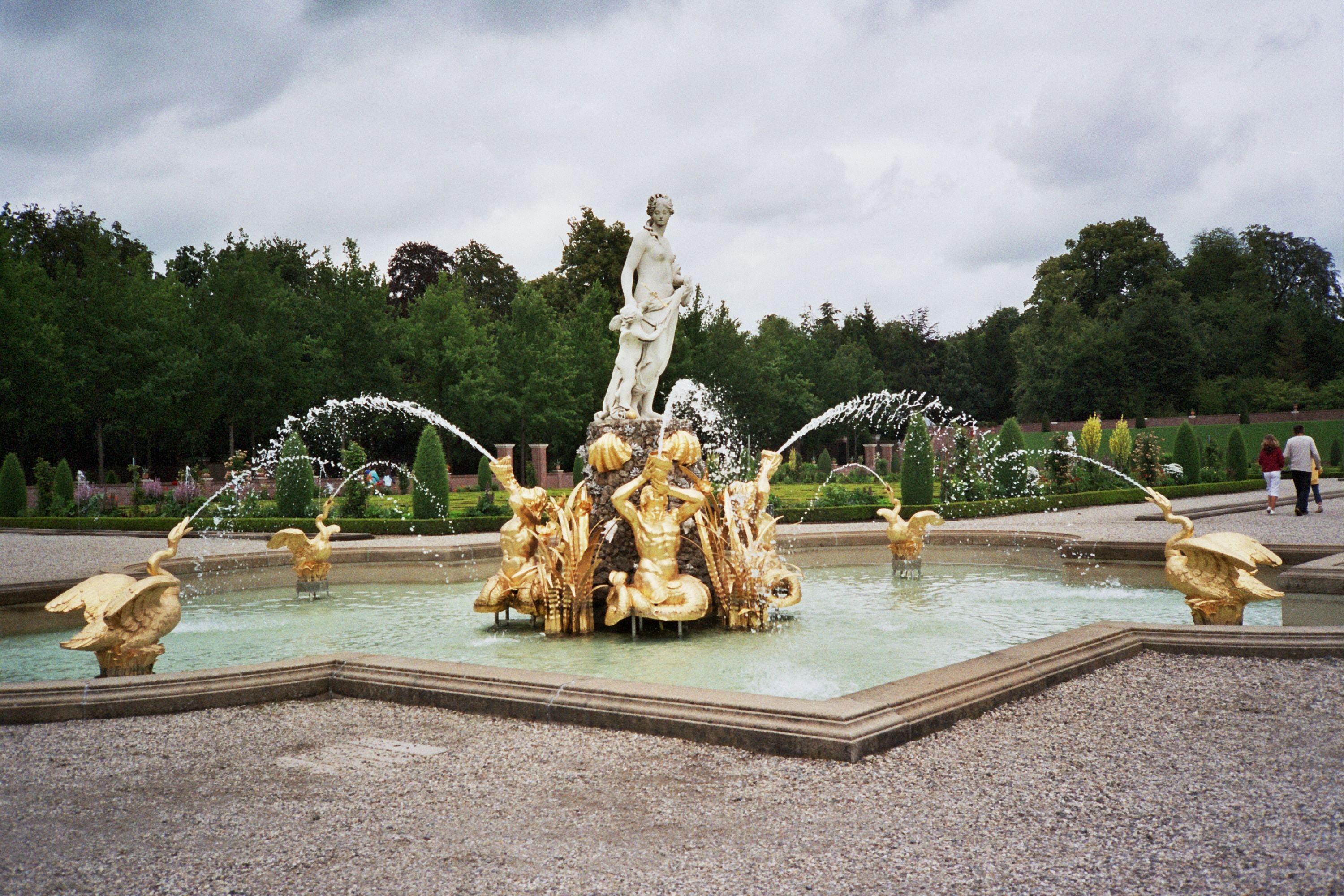
Fonte nos jardins de Het Loo

O jardim principal, com conservadores canteiros rectangulares em vez de outros com formas mais elaboradas, é um espaço fechado por passeios elevados, tal como um jardim renascentista deve ser, pregueado nos bosques para divertimento privado. Não é o jardim de um Rei, mas de um stathouder (governantes dos países baixos durante a ocupação espanhola). No seu extremo, uma sombreada passadeira de árvores esconde a vista central. As laranjeiras colocadas em caixas de madeira e abrigadas, durante o Inverno, numa orangerie, um elemento presente em todos os jardins da época, têm um duplo significado para a Casa de Orange.
Fora do jardim existem algumas alamedas lineares, para permitir a perseguição da caça em carruagem ou, simplesmente, pelo aparato proporcionado por uma avenida deste género. Poucas das "salas verdes" inseridas nos bosques, em imitação dos cabinets de verdure de  Versailles, foram, efectivamente, executadas em Het Loo.
O patrono dos jardins do Rei-Sol era Apolo. Pedro o Grande optou por Sansão saltando das garras do leão heráldico da Suécia. Guilherme III de Orange escolheu Hércules.

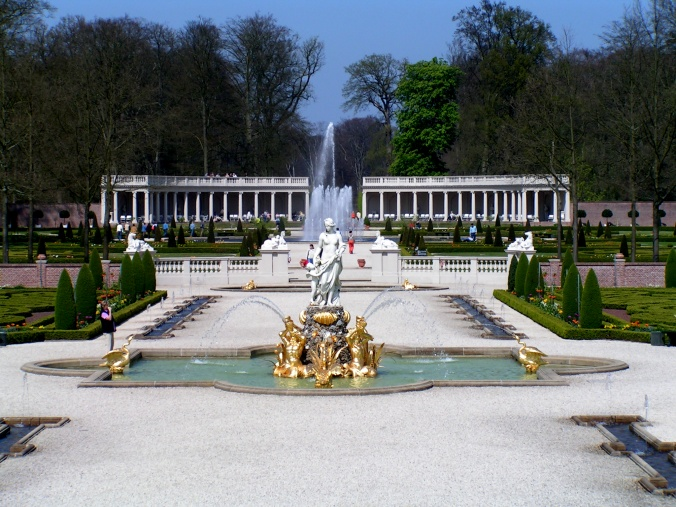
Fotografia dos jardins de Het Loo, restaurados de acordo com o desenho de Desgotz

No século XVIII, o jardim barroco de Guilherme III foi varrido para dar lugar a um parque paisagístico ao gosto inglês.

## Actualidade

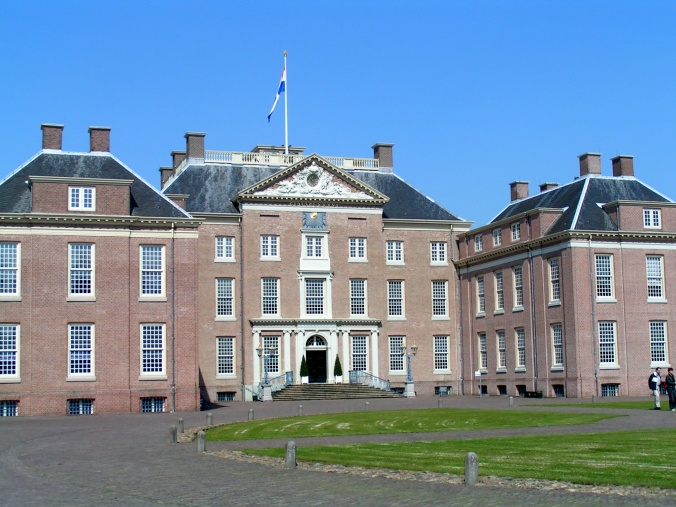
Fachada simétrica de Het Loo ao fundo do seu cour d'honneur

Em 1960, a Rainha Guilhermina declarou que quando morresse o palácio iria para a posse do Estado. Isso aconteceu em 1962, quando Guilhermina morreu no interior do próprio palácio. Depois de um cuidadoso restauro, o palácio acolhe, actualmente, um museu nacional e biblioteca dedicados à Casa de Orange-Nassau na história dos Países Baixos. Het Loo também abriga o Museum van de Kanselarij der Nederlandse Orden (Museu da Chancelaria das Ordens de Cavalaria Neerlandesas). Livros e outro material relacionado com decorações e medalhas formam uma secção separada da biblioteca.
Os jardins perdidos de Het Loo foram totalmente restaurados a partir de 1970, a tempo de celebrar o tricentenário do palácio, em 1984. Os seus novos trabalhos de tijolo, transenna e ornamentos encontravam-se tão recentes como devem ter estado em 1684, devendo amadurecer e suavizar com o passar do tempo.